# Gosei 2016
Il Gosei 2016 è stata la quarantunesima edizione del torneo goistico giapponese Gosei. 

## Svolgimento
- W indica vittoria col bianco
- B indica vittoria col nero
- X indica la sconfitta
- +R indica che la partita si è conclusa per abbandono
- +N indica lo scarto dei punti a fine partita
- +F indica la vittoria per forfeit
- +T indica la vittoria per timeout
- +? indica una vittoria con scarto sconosciuto
- V indica una vittoria in cui non si conosce scarto e colore del giocatore

### Fase preliminare
La fase preliminare serve a determinare chi accede al torneo per la selezione dello sfidante. Consiste in un torneo preliminare, i cui vincitori sono qualificati al torneo per la determinazione dello sfidante.

### Determinazione dello sfidante
|  | Primo turno        | Primo turno |  |  | Secondo turno      | Secondo turno |                |                  | Terzo turno | Terzo turno |  |  | Semifinale | Semifinale |  |  | Finale | Finale |
|  |                    |             |  |  |                    |               |                |                  |             |             |  |  |            |            |  |  |        |        |
|  | Naoki Hane         | W+2,5       |  |  |                    |               |                |                  |             |             |  |  |            |            |  |  |        |        |
|  | Makoto Kanazawa    |             |  |  | Naoki Hane         |               |                |                  |             |             |  |  |            |            |  |  |        |        |
|  | Tetsuya Mitani     | W+0,5       |  |  | Hideyuki Sakai     | B+2,5         |                |                  |             |             |  |  |            |            |  |  |        |        |
|  | Hideyuki Sakai     |             |  |  |                    |               |                | Hideyuki Sakai   | B+2,5       |             |  |  |            |            |  |  |        |        |
|  | Taiki Seto         | W+R         |  |  | Taiki Seto         |               |                |                  |             |             |  |  |            |            |  |  |        |        |
|  | Kim Sujun          |             |  |  | Taiki Seto         | B+R           |                |                  |             |             |  |  |            |            |  |  |        |        |
|  | Satoshi Yuki       |             |  |  | Shinji Takao       |               |                |                  |             |             |  |  |            |            |  |  |        |        |
|  | Shinji Takao       | B+5,5       |  |  |                    |               |                | Hideyuki Sakai   |             |             |  |  |            |            |  |  |        |        |
|  | Katsuya Motoki     | W+R         |  |  | Daisuke Murakawa   | B+R           |                |                  |             |             |  |  |            |            |  |  |        |        |
|  | Kazushi Tsuruta    |             |  |  | Katsuya Motoki     | W+2,5         |                |                  |             |             |  |  |            |            |  |  |        |        |
|  | Toramaru Shibano   |             |  |  | Shinji Suzuki      |               |                |                  |             |             |  |  |            |            |  |  |        |        |
|  | Shinji Suzuki      | B+R         |  |  |                    |               | Katsuya Motoki |                  |             |             |  |  |            |            |  |  |        |        |
|  | Shungo Goto        | W+R         |  |  | Daisuke Murakawa   | W+R           |                |                  |             |             |  |  |            |            |  |  |        |        |
|  | Naoto Hikosaka     |             |  |  | Shungo Goto        |               |                |                  |             |             |  |  |            |            |  |  |        |        |
|  |                    |             |  |  | Daisuke Murakawa   | W+R           |                |                  |             |             |  |  |            |            |  |  |        |        |
|  |                    |             |  |  |                    |               |                | Daisuke Murakawa | W+4,5       |             |  |  |            |            |  |  |        |        |
|  |                    |             |  |  | Keigo Yamashita    |               |                |                  |             |             |  |  |            |            |  |  |        |        |
|  |                    |             |  |  | Rin Kono           |               |                |                  |             |             |  |  |            |            |  |  |        |        |
|  | Atsushi Sada       | B+R         |  |  | Atsushi Sada       | B+R           |                |                  |             |             |  |  |            |            |  |  |        |        |
|  | Shinji Yamada      |             |  |  |                    |               | Atsushi Sada   | B+R              |             |             |  |  |            |            |  |  |        |        |
|  | Cho Riyu           |             |  |  | Atsushi Tsuruyama  |               |                |                  |             |             |  |  |            |            |  |  |        |        |
|  | Atsushi Tsuruyama  | W+2,5       |  |  | Atsushi Tsuruyama  | B+R           |                |                  |             |             |  |  |            |            |  |  |        |        |
|  | Tatsuya Shida      | W+R         |  |  | Tatsuya Shida      |               |                |                  |             |             |  |  |            |            |  |  |        |        |
|  | Atsushi Ida        |             |  |  |                    |               | Atsushi Sada   |                  |             |             |  |  |            |            |  |  |        |        |
|  | Yu Zhengqi         | W+R         |  |  | Keigo Yamashita    | B+R           |                |                  |             |             |  |  |            |            |  |  |        |        |
|  | Shuhei Uchida      |             |  |  | Yu Zhengqi         | B+R           |                |                  |             |             |  |  |            |            |  |  |        |        |
|  | Tomochika Mizokami | W+R         |  |  | Tomochika Mizokami |               |                |                  |             |             |  |  |            |            |  |  |        |        |
|  | Tetsuya Kiyonari   |             |  |  |                    |               | Yu Zhengqi     |                  |             |             |  |  |            |            |  |  |        |        |
|  | Sakiya Numadate    |             |  |  | Keigo Yamashita    | B+1,5         |                |                  |             |             |  |  |            |            |  |  |        |        |
|  | Kyo Kagen          | W+R         |  |  | Kyo Kagen          |               |                |                  |             |             |  |  |            |            |  |  |        |        |
|  |                    |             |  |  | Keigo Yamashita    | W+1,5         |                |                  |             |             |  |  |            |            |  |  |        |        |
|  |                    |             |  |  |                    |               |                |                  |             |             |  |  |            |            |  |  |        |        |

### Finale
La finale è una sfida al meglio delle cinque partite, il detentore Yūta Iyama affronterà lo sfidante scelto tramite il processo di qualificazione.